# 213 ق م
213 ق م أو 213 قبل الميلاد هي سنة من العقد 21 ق م في التقويم اليولياني البروليبتي (التقويم الميلادي). تسبقها سنة 214 ق م وتليها سنة 212 ق م.

## أحداث

### الإمبراطورية السلوقية
- أنطيوخوس الثالث بالتحالف مع أتالوس الأول ملك بيرغامون يهزمان ويأسران أخايوس ملك الأناضول المتمرد، وذلك في عاصمته سارد، بعد حصار استمر عامين. وأمر أنطيوخوس الثالث بإعدام أخايوس.

### الإمبراطورية الرومانية
- الرومان يستعيدون مدن كاسيلينوم وأربي من حنبعل.

### صقلية
- آلات الحرب التي اخترعها أرخميدس تصد الجيش الروماني الذي حاول غزو سرقوسة.

### الصين
- الإمبراطور الصيني تشين شي هوانج يأمر بإعدام جميع الكتابات الكونفوشيوسية، وذلك بحرق الكتب ودفن الحكماء.

## مواليد
- بيرسيوس المقدوني

## وفيات
- أراتوس – سياسي وقائد يوناني، دافع عن وحدة اليونان وكان لعدة سنوات قائدا للرابطة الآخية.
- أخايوس – قائد سلوقي وحاكم انفصالي لاحقا انفصل بمعظم الأناضول حتى هزيمته وإعدامه على يد الملك السلوقي أنطيوخوس الثالث.

## كتب
- Yves Denis Papin (1998). Chronologie de l'histoire ancienne. Lieu de publication non identifié: Éditions Jean-paul Gisserot. ISBN:2-87747-346-5. OCLC:40746926. مؤرشف من الأصل في 2022-03-16.
- أحمد محمد عوف (2000)، موسوعة حضارة العالم، QID:Q12246226

## وصلات خارجية
- صفحة السنة على موقع onthisday.com
- سنة 213 ق م على موقع المكتبة الوطنية الفرنسية